# Saviour Kasukuwere
 (mai 2021).
Si vous disposez d'ouvrages ou d'articles de référence ou si vous connaissez des sites web de qualité traitant du thème abordé ici, merci de compléter l'article en donnant les références utiles à sa vérifiabilité et en les liant à la section « Notes et références ».
Saviour Kasukuwere, né le 23 octobre 1970, est un homme politique zimbabwéen.